# Pseudohalonectria suthepensis
Pseudohalonectria suthepensis är en svampart som beskrevs av Promp. 2004. Pseudohalonectria suthepensis ingår i släktet Pseudohalonectria och familjen Magnaporthaceae.   Inga underarter finns listade i Catalogue of Life.